# Lebaudy (dirigeable)
Le Lebaudy est un dirigeable réalisé par l'ingénieur Henri Julliot et les frères Paul et Pierre Lebaudy, actionnaires à l'époque de la plus importante compagnie sucrière française. C'est un dirigeable semi-rigide ; son surnom, Le Jaune, vient de sa couleur. Il effectue plusieurs vols et eut trois configurations successives avant de devenir le premier dirigeable militaire de l'armée française, et le premier dirigeable militaire au monde.

## Caractéristiques

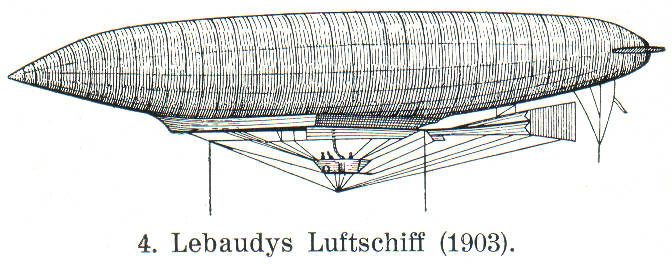
Silhouette du Lebaudy.

Le Lebaudy est un dirigeable ballon semi-rigide, c'est-à-dire à armature métallique se trouvant entre la longue enveloppe et la petite nacelle. Pour sa protection contre les rayons de soleil, son enveloppe est enduite d'acide picrique, qui est de couleur jaune, d'où son surnom.
Son enveloppe, en forme de cigare effilé aux deux bouts, est gonflée avec de l'hydrogène. Cette enveloppe est réalisée par l'entreprise Surcouf de Paris, comprenant deux couches de tissu en coton recouvertes chacune de caoutchouc vulcanisé (pour l'étanchéité), fourni par l'entreprise allemande Continental. S'y ajoutent des plans stabilisateurs et un gouvernail.
Les caractéristiques (longueur, largeur, volume et motorisation) ont évolué au fur et à mesure de ses modifications. Pour la version d'origine, elle faisait 56,5 mètres de long et 9,8 m de large, pour un volume de 2 284 m3, le tout propulsé par un moteur Daimler à quatre cylindres de 40 chevaux, actionnant deux hélices latérales de trois mètres de diamètre, de quoi le faire avancer d'environ 35 km (sans compter l'action du vent). La version no 2 d'août 1904 fait les mêmes dimensions, mais pour un volume de 2 660 m3. La version no 3 de juillet 1905 est un peu plus large (dix mètres), d'un volume de 2 950 m3 et remotorisé à 50 ch. Le modèle no 4 d'octobre 1908 fait 61 m de long, 10,3 m de large, 3 300 m3 avec un moteur Panhard-Levassor de 70 ch.

## Lebaudy-I
Les frères Lebaudy se sont assuré le concours de l'ingénieur Julliot et du constructeur Édouard Surcouf. Les deux frères, Paul et Pierre Lebaudy, propriétaires de la plus importante compagnie sucrière française, la Société des sucres Lebaudy frères, exploitent le concept mis au point par l’ingénieur Henri Julliot (1855-1923). Ce dernier, directeur de la raffinerie Lebaudy, est un ex-major de promotion de l’École centrale et il travaille sur ce projet depuis 1896. Les deux frères investiront plus d’un million de francs-or dans l’aéronat. (En 1901, seize années se sont écoulées depuis que La France a effectué son dernier vol).
D'août à novembre 1901, les frères Lebaudy font construire un hangar à dirigeables sur leur propriété de Moisson, à 70 kilomètres de Paris au fond d'une boucle de la Seine. En avril 1902, les tubes d'acier nécessaires à la structure arrivent par péniche au hangar. Le montage, le gonflement et les essais du moteur prennent plusieurs mois. La première sortie du hangar est réalisée le 25 octobre 1902 ; la première ascension, avec le dirigeable maintenu par un câble, le 3 novembre. Le premier vol libre se fait le 12 novembre 1902, avec un vol autour de Moisson à 100-120 mètres d'altitude. L'hiver 1902-1903, le ballon est dégonflé par sécurité.
Regonflé en mars 1903, il fait plusieurs vols en avril. Le 8 mai au matin, il fait une excursion au-dessus de Mantes et de Limay, faisant un parcours de 37 km. C'est à l'occasion de ce vol que le dirigeable reçoit le surnom de Jaune. Après quelques accidents, le Lebaudy parcourt 98 km le 1er juin. Le 2 août, il monte à 900 mètres d'altitude. L'ascension du 8 mai se fait devant un groupe d'officiers venant du centre d'aérostation de Chalais-Meudon.
Le 12 novembre 1903, le dirigeable piloté par Georges Juchmès, quitte son hangar de Moisson, remonte la Seine, passe par Poissy, Chatou, Nanterre et Saint-Cloud et atterrît sur le Champ-de-Mars à Paris. La foule se presse autour, à tel point que les frères Lebaudy décident de le laisser quelques jours à Paris, à l'abri dans la Galerie des machines de l'Exposition universelle de 1889. Lui rendent visite notamment le commandant Paul Renard, Alberto Santos-Dumont, Henry Deutsch de la Meurthe et Gustave Eiffel. Le dirigeable repart de Paris le 20 novembre pour le centre de Chalais-Meudon mais, en arrivant sur le parc, le vent le jette sur un arbre qui déchire l'enveloppe.

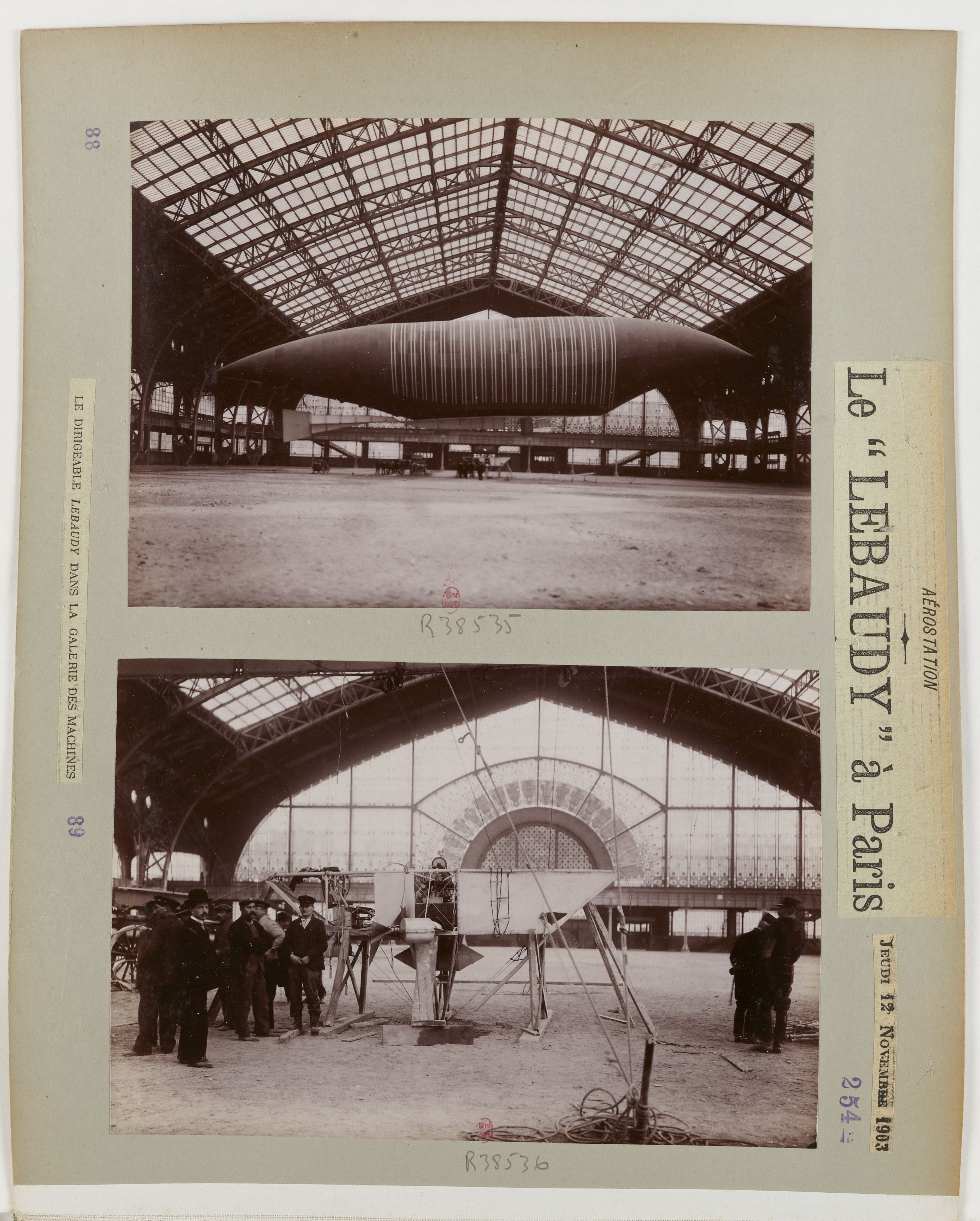
Départ de Moisson pour le Champ-de-Mars (12 novembre 1903);
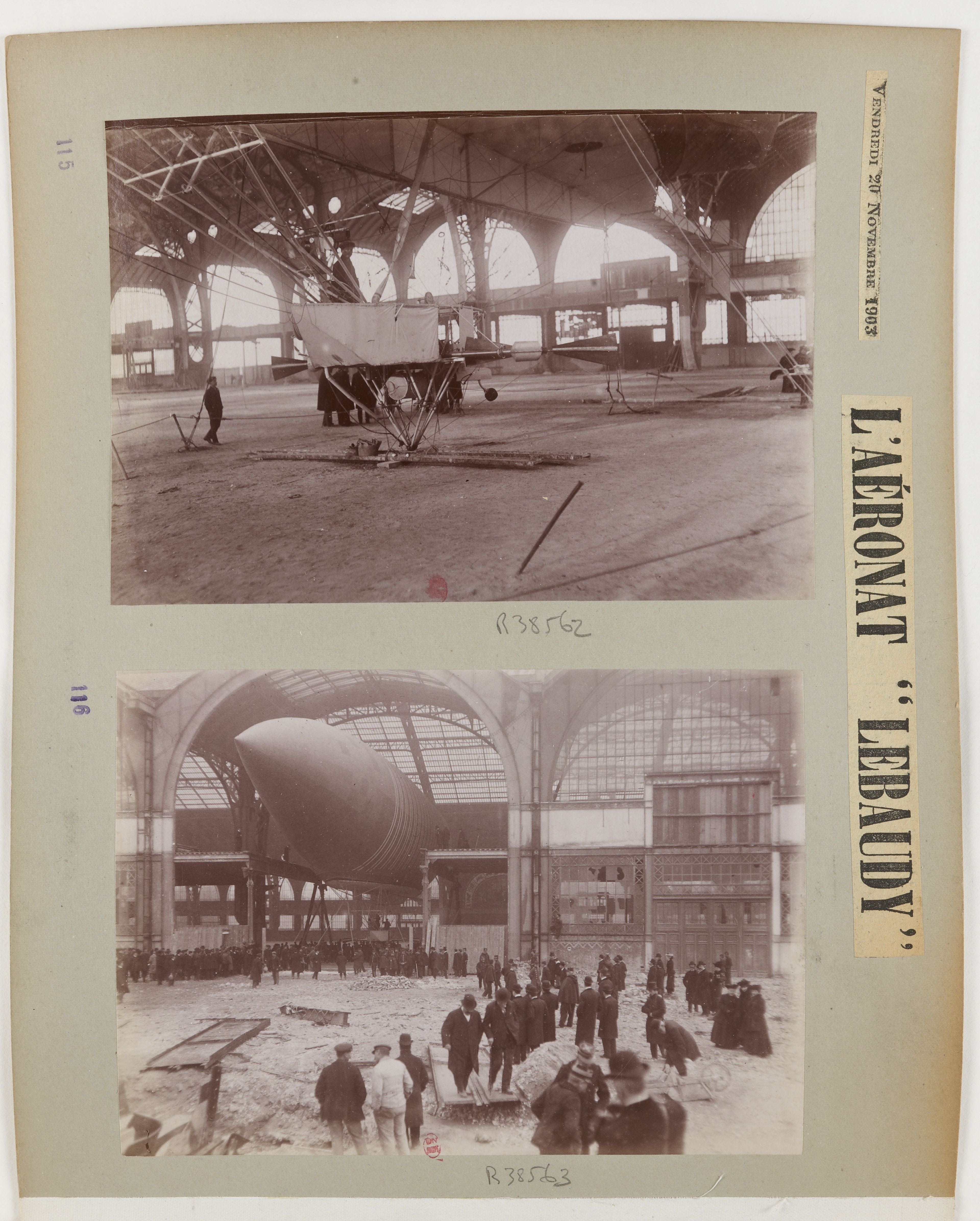
puis l'aéronat part...
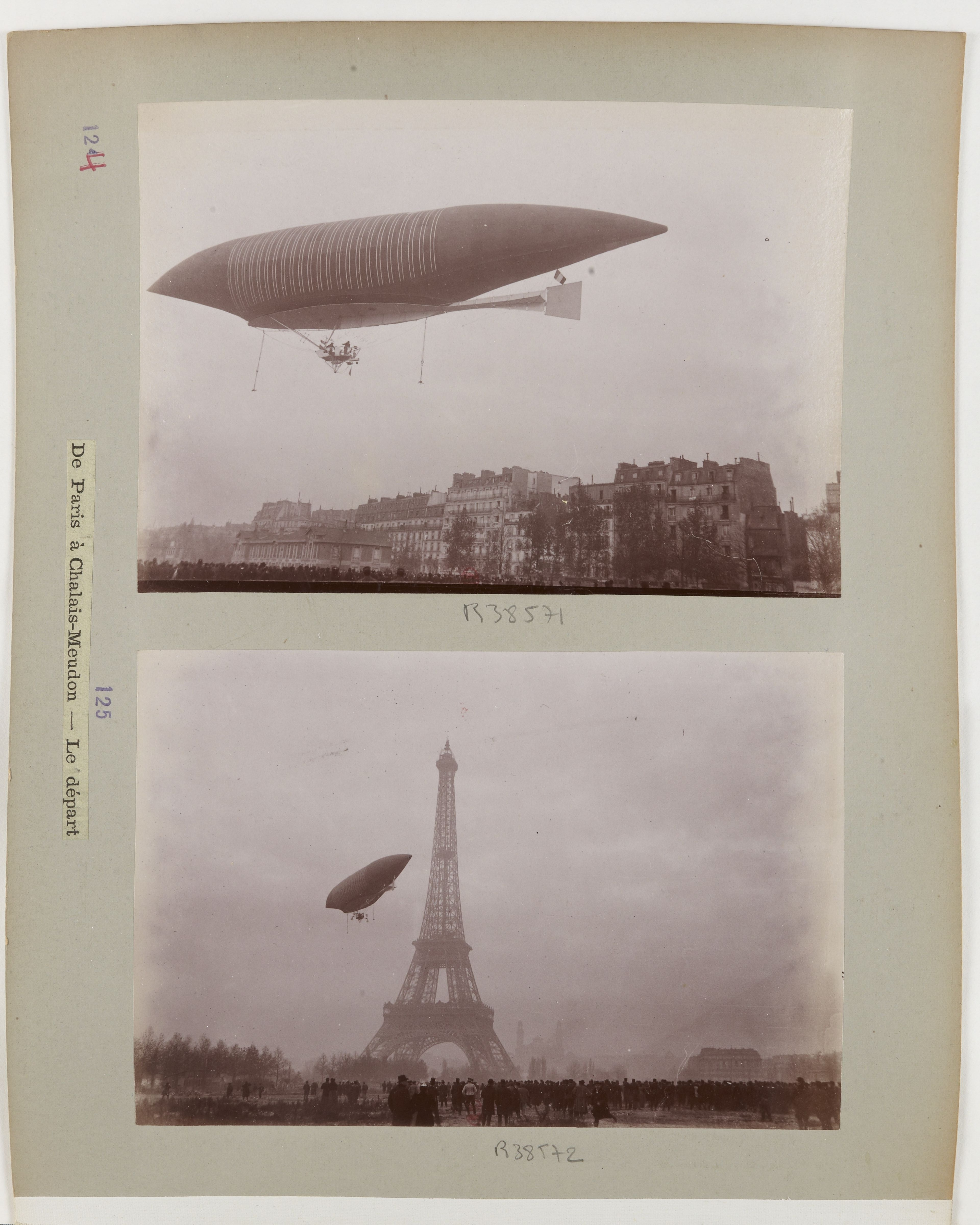
...de Paris pour Chalais-Meudon (20 novembre 1903)

## Lebaudy-II
Rapporté à Moisson, la structure du Lebaudy est modifiée (notamment en y rajoutant le « papillon » à l'arrière de la nacelle pur améliorer sa stabilité) et son enveloppe réparée. La première ascension du deuxième modèle a lieu le 4 août 1904 ; lors des ascensions suivantes, Paul puis Pierre Lebaudy montèrent à bord. Le 20 août, c'est au tour de Madame Paul Lebaudy, qui devient ainsi la première femme au monde à voler dans un dirigeable.
Mais le 28 août, après un court vol, le vent arrache les amarres et le dirigeable s'envole sans équipage, avec Pierre Lebaudy et l'ingénieur Juchmès à sa poursuite en automobile. Il est aperçu à Giverny par Claude Monet, puis à Évreux, se dirigeant vers la mer. Perdant du gaz, il touche le sol au milieu de la gare de Serquigny, rebondit et se prend finalement dans les arbres du bois de Fontaine-l'Abbé. Démontés sur place, les éléments sont rapatriés le 1er septembre par la route, dans sept voitures hippomobiles. Remonté et regonflé, le Lebaudy reprend ses ascensions, notamment de nuit les 21-22 et 23-24 octobre (Henri Farman fait alors partie des passagers). L'enveloppe est de nouveau dégonflée le 23 décembre pour l'hivernage.
Regonflé au printemps 1905, il fait sa première ascension le 4 juin, avec deux officiers du centre de Chalais-Meudon comme passagers. Il est décidé de l'envoyer dans l'Est de la France pour de nouveau vols d'essai chez les militaires. Le voyage se fait par étapes : le dirigeable, à bord duquel se trouvent le pilote M. Juchmès et le mécanicien M. Rey ainsi que le sous-directeur du parc aérostatique de Chalais-Meudon, le capitaine Voyer, part de Moisson le 3 juillet, pour arriver à Meaux. Le 4 juillet, il va de Meaux à La Ferté-sous-Jouarre, puis passe deux nuits et une journée dans une clairière du bois de Sept-Sorts, maintenu en place par une équipe de 70 hommes, à cause d'un orage. Enfin le 6 juillet, il réalise le trajet jusqu'au camp de Châlons (l'actuel champ de manœuvres de Mourmelon) en trois heures et trente minutes de vol, mais une fois là-bas il est emporté pendant la première nuit par un coup de vent, déchiré et disloqué sur une ligne d'arbres.

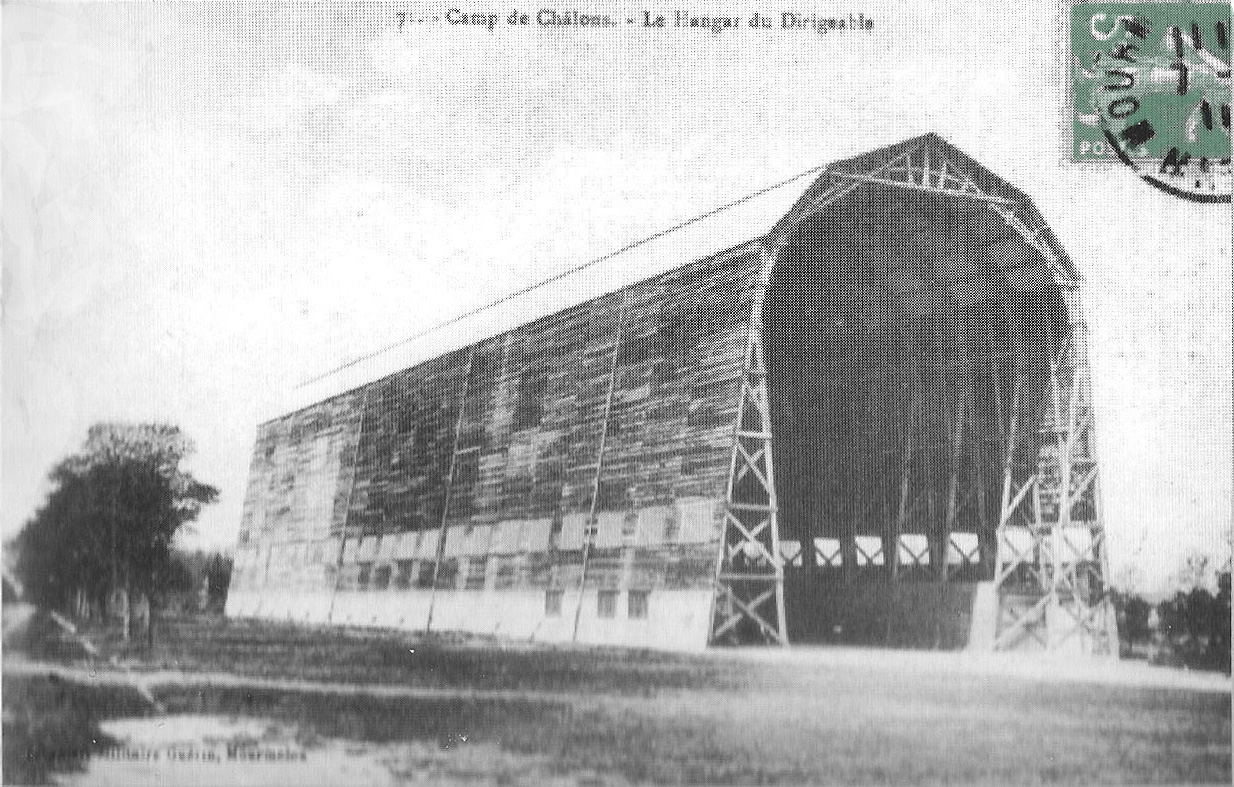
Le hangar du camp de Châlons, démontable.
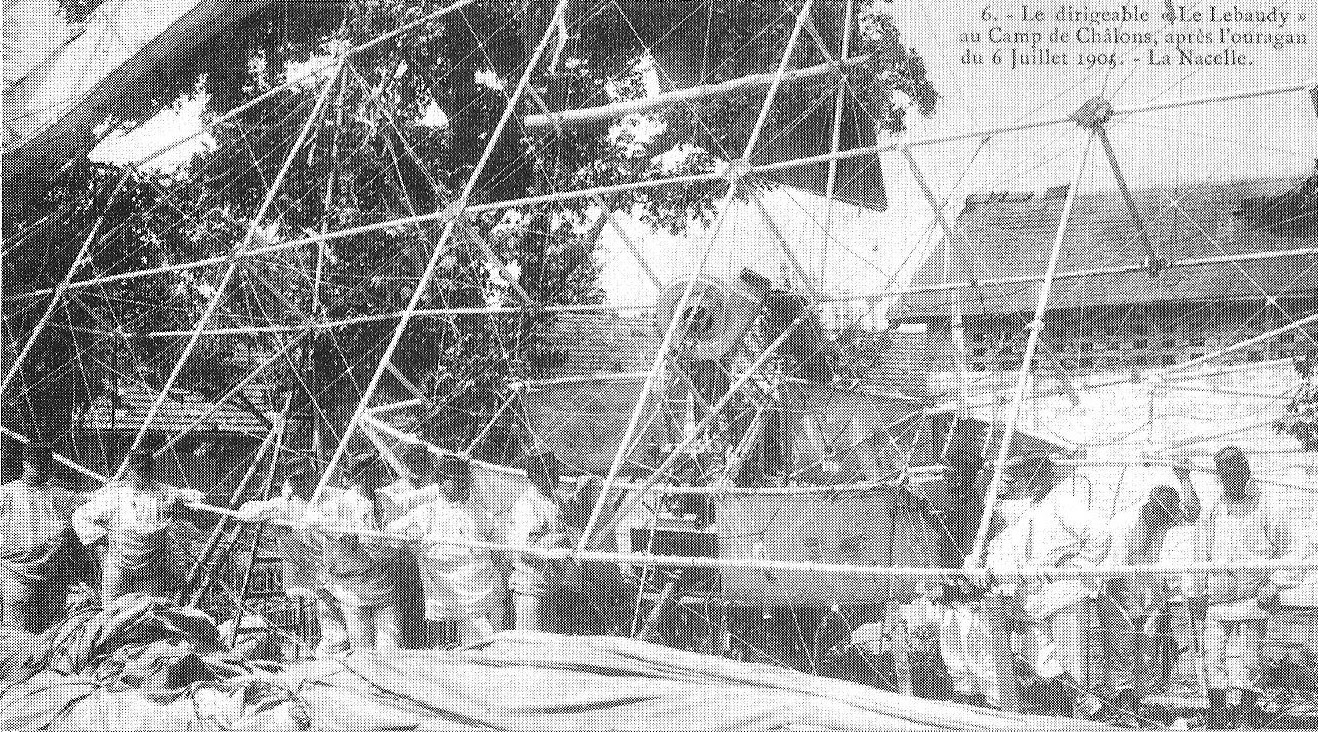
Les restes du Lebaudy après la tempête du 6 juillet 1905.

## Lebaudy-III
Les morceaux récupérés au camp de Chalons sont transportés dans le camp retranché de Toul où le dirigeable est réparé et regonflé (du 22 au 27 septembre 1905) dans le manège du quartier d'artillerie de la Justice (pas assez haut, le bâtiment fut complété par une tranchée de dix mètres de profondeur). Courant octobre 1905, il participe à des manœuvres militaires, pour tester son éventuel emploi militaire. Le 12 novembre, il survole Nancy. Le 18 octobre furent prises des photographies aériennes des fortifications au nord et nord-ouest de Toul, et quelques projectiles furent lâchés sur l'ouvrage de la Cloche. Le 19 octobre, il a comme passager le général Ernest Pamard (commandant de la 39e division casernée à Toul) puis, le 24, le ministre de la Guerre Maurice Berteaux et le 7 novembre, le général Michal (commandant du 20e corps et membre du Conseil supérieur de la guerre). Le dirigeable est dégonflé le 30 novembre.
Les frères Lebaudy proposent le 8 décembre 1905 au nouveau ministre de la Guerre Eugène Étienne de laisser leur dirigeable démonté à Toul, à disposition des militaires ; le ministre accepte. Le Lebaudy est par la suite vendu à l'armée française par les frères Lebaudy, pour 80 000 francs. Le ministère passe en février 1906 commande d'un autre dirigeable du même type (le Patrie). Le Patrie effectue sa première sortie libre le 16 novembre 1906. Il est assigné à Verdun en novembre 1907 mais dès le deuxième jour après son arrivée, il est emporté par une bourrasque malgré les efforts de 200 hommes. On l'aperçoit au dessus du Pays-de-Galles puis de l'Irlande avant qu'il ne s'abîme en mer. Un autre dirigeable, le République, est encore construit à Moisson. Il effectue son premier vol le 24 juin 1908. Fin juillet, il est conduit à Chalais-Meudon et devient propriété de l'armée. Jugé suffisamment fiable, il participe aux manœuvres militaires organisées à l'automne dans le Bourbonnais mais il s'écrase pendant le voyage de retour faisant quatre victimes, dont le capitaine Marchal.

## Lebaudy-IV
Le dirigeable subit une refonte en octobre 1908 pour le moderniser et le mettre au standard du Patrie et du République, les deux autres dirigeables militaires français construits par l'entreprise Lebaudy.
Le Lebaudy est affecté au centre de Chalais-Meudon pour servir à l'instruction. Il est finalement démantelé en 1912.
Une demi douzaine d'autres dirigeables sont construits à Moisson entre 1910 et 1915, dont un pour la Russie, ainsi qu'un en Autriche construit sous licence. Un petit musée installé à Moisson, le Musée de la Ballonnière et du Jamboree de 1947, au centre du village proche du site de construction des dirigeables Lebaudy, évoque cette aventure avec documents et maquettes à l'appui  . Il ne reste rien des installations originelles de Moisson.
Entre 1905 et 1914, les différents constructeurs fournissent un total de 23 appareils à l'armée française ; six d'entre eux sont opérationnels en août 1914.